# Liste der Monuments historiques in Trilport
Die Liste der Monuments historiques in Trilport führt die Monuments historiques in der französischen Gemeinde Trilport auf.

## Liste der Objekte
| Bezeichnung                                   | Beschreibung | Standort                                                             | Kennzeichnung | Schutzstatus | Datum | Bild |
| --------------------------------------------- | --- | -------------------------------------------------------------------- | ------------- | ------------ | ----- | ---- |
| Skulptur des Apostels Paulus                  | Steinskulptur aus dem 16. Jahrhundert die mit weißer Farbe übermalt wurde. | In der Kirche St-Pierre-St-Paul (Lage)                               | PM77001754    | Classé       | 1975  |      |
| Gemälde Der Heilige Michael tötet den Drachen | Kopie des Ölgemäldes aus der Kirche Santa Maria della Concezione von Guido Reni. Entstehungszeit der Gemäldekopie im 17. Jahrhundert. Der Diebstahl des Gemäldes wurde am 21. September 1996 bemerkt. | Aus der Kirche St-Pierre-St-Paul gestohlen, derzeit unbekannt (Lage) | PM77001751    | Classé       | 1905  |      |
| Gemälde Das letzte Abendmahl                  | Ölgemälde des Malers Louis Bobrun (oder Beaubrun). Bei der Restaurierung im Jahr 1998 wurde dies entdeckt. Bezeichnet mit dem Jahr 1623.                                                              | Im rechten Gang in der Kirche St-Pierre-St-Paul (Lage)               | PM77001750    | Classé       | 1905  |      |
| Grabstein von Richard Quidevillée             | Grabstein mit eingravierter Inschrift in lateinischen Großbuchstaben und einem geschwungenen Giebel, der ein unleserliches Wappen aufweist. Bezeichnet mit 1669.                                      | In der Kirche St-Pierre-St-Paul (Lage)                               | PM77002452    | Inscrit      | 1977  |      |
| Glocke                                        | Bronze, 1760 gegossen | In der Kirche St-Pierre-St-Paul (Lage)                               | PM77001752    | Classé       | 1942  |      |
| Skulptur des Apostels Petrus                  | Steinskulptur aus dem 16. Jahrhundert, die mit weißer Farbe übermalt wurde. | in der Kirche St-Pierre-St-Paul (Lage)                               | PM77001753    | Classé       | 1975  |      |